# Remigio Nannini
Pour les articles homonymes, voir Nannini.
Remigio Nannini ou Rémi de Florence, né à Florence en 1518 et mort le 3 octobre 1580, est un dominicain et écrivain italien.

## Biographie
Né à Florence en 1518, Remigio Nannini se distingua par sa science et par sa piété, et fut élevé dans son Ordre à différentes dignités. Il alla au secours de ses compatriotes pendant la peste qui désola Florence en 1547 ; et, l’an 1569, il fut appelé à Rome par le pape Pie V pour surveiller l’impression des œuvres de saint Thomas d'Aquin.

## Œuvres
Outre quelques ouvrages purement littéraires, il a laissé :
- Epistole e Evangeli, con annotazioni morali, Palerme, 1575, 1584, 1597, 1599, 1639, in-4° ; Turin, 1582, in-fol. ;
- Instituzione del buono e beato vivere, de Marco Marulo, Palerme, 1580, 1610, in-4° ;
- Summa de’ casi di conscienza de Bartolomeo Fumi ; ibid., 1588, in-4° ;
- De Summi Pontificis Auctoritate, de episcoporum residentia et beneficiorum pluralitate ; ibid., 1562, 2 vol. in-4° ; c’est une collection de traités de saint Thomas d’Aquin, de Cajétan, de Nacchiante, etc.
- Historie universali de Giovanni Villani, avec des commentaires, des notes et des tables, Venise, 1559, in-4°.